# Austin Hooper
Austin Manuel Hooper (San Mateo, California, 29 de octubre de 1994) más conocido como Austin Hooper, es un jugador profesional estadounidense de fútbol americano que se desempeña en la posición de tight end en Las Vegas Raiders, equipo de la National Football League (NFL).

## Carrera
Fue seleccionado en la tercera ronda en la Reunión Anual de Selección de Jugadores de la NFL de 2016. Hizo su debut profesional con el equipo Atlanta Falcons, en el cual jugó cuatro temporadas (2016-2020), después pasó a Cleveland Browns (2020-2022), posteriormente a Tennessee Titans (2022-2023), luego a Las Vegas Raiders, donde lleva jugando una temporada.